# Jay Hebert
Jay Hebert, född 14 februari 1923 i St. Martinsville i Louisiana, död 25 maj 1997 i Houston i Texas, var en amerikansk professionell golfspelare.
Hebert vann majortävlingen PGA Championship 1960 på Firestone Country Club i Akron i Ohio. Han gick de fyra rundorna på 281 slag och vann med ett slag före Jim Ferrier. Tillsammans med sin bror, Lionel, är de två det enda brödrapar som har vunnit en och samma majortävling på amerikansk mark.
Hebert deltog i det amerikanska Ryder Cup-laget 1959 och 1961 och var kapten för laget 1971.
| Majorsegrare genom tiderna                                                                                    |           |            |              |                  |
| 200 olika spelare har vunnit i herrarnas majortävlingar. Jay Hebert var den 107:e spelaren som vann en major. |           |            |              |                  |
| 1:a | 106:e     | 107:e      | 108:e        | 200:e            |
| Willie Park Sr                                                                                                | Kel Nagle | Jay Hebert | Gene Littler | Louis Oosthuizen |
| Lista över golfens majorsegrare                                                                               |           |            |              |                  |